# Isodontia stanleyi
Isodontia stanleyi är en biart som först beskrevs av Kohl 1890.  Isodontia stanleyi ingår i släktet Isodontia och familjen grävsteklar. Inga underarter finns listade i Catalogue of Life.